# Opto-magnetisch
De aanduiding opto-magnetisch geeft net als magneto-optisch aan dat zowel optica als magnetisme een rol spelen. Beide uitdrukkingen worden bij velerlei toepassingen - vaak zonder duidelijk onderscheid tussen beide - gebruikt.
In de deeltjesfysica, kernfysica en atoomfysica wordt met een opto-magnetisch bundelgeleidingssysteem of kortweg bundellijn bedoeld een combinatie van speciale elektromagneten, vrijwel altijd met een doorlopende inwendige vacuümbuis, waardoorheen - analoog aan een lichtbundel - een bundel geladen deeltjes van hoge snelheid kan worden geleid. De elektromagneten, waarvan de sterkte kan worden ingesteld door de (gelijk)stroomsterkte, functioneren als optische componenten: 1) dipoolmagneten (buigmagneten) die de bundel van richting kunnen veranderen en zich gedragen als een optisch prisma, 2) quadrupoolmagneten, en zeldzamer 3) octupool- of sextupoolmagneten. In combinatie functioneren deze componenten als een volwaardig lenzenstelsel, vergelijkbaar met een lichttelescoop of lichtmicroscoop.
Wanneer geladen deeltjes met hoge snelheid vanuit een brongebied aan de ene kant van het systeem worden ingevangen, dan zullen deze - mits het systeem goed is ontworpen en afgeregeld - aan de andere kant met een minimaal verlies van deeltjes op een gewenste wijze het systeem weer verlaten. De bundellijn heeft gewoonlijk tot doel de deeltjesbundel van een deeltjesversneller te 'transporteren' naar een plaats van bestraling van een trefplaat (zie target) ten behoeve van experimenteel natuurkundig onderzoek of toepassingen op medisch, biologisch of industrieel gebied.